# Trolejbusy w Czerkiesku
Trolejbusy w Czerkiesku – system trolejbusowy funkcjonujący w mieście Czerkiesk, stolicy Karaczajo-Czerkiesji w Rosji. Został uruchomiony 19 grudnia 1988 r. Operatorem jest przedsiębiorstwo Trollejbusnoje uprawlenije.

## Linie
Według stanu z września 2020 r. w Czelabińsku kursowało 9 linii trolejbusowych.
| Linia | Trasa                          |
| ----- | ------------------------------ |
| 1     | Kamazcentr ↔ Chimzawod         |
| 2     | Kawkazcentr ↔ Kołchoznyj rynok |
| 3     | Kawkazcentr ↔ Kołchoznyj rynok |
| 4     | Parkowaja ↔ Kaskad             |
| 5     | Kamazcentr ↔ Wokzał            |
| 6     | Kamazcentr ↔ Wokzał            |
| 7     | Parkowaja ↔ Kaskad             |
| 8     | Parkowaja ↔ Diemidienko        |
| 8A    | Parkowaja ↔ Oktiabrskaja       |

## Tabor
Stan z 4 września 2020 r.
| Zdjęcie        | Typ            | Eksploatacja od | Liczba |
| -------------- | -------------- | --------------- | ------ |
|                | ZiU-9          | 1998            | 33     |
|                | WMZ-5298.01    | 2018            | 3      |
|                | Trolza-5265    | 2018            | 2      |
| Łączna liczba: | Łączna liczba: | Łączna liczba:  | 228    |